# Lijst van beschermd erfgoed in Trooz
Onderstaande tabel geeft een overzicht van de beschermde erfgoederen in de gemeente Trooz. Het beschermd erfgoed maakt deel uit van het cultureel erfgoed in België.
| Object | Bouwjaar/architect | Deelgemeente | Adres                                                                                        | Coördinaten                   | Nummer?                | Afbeelding |
| --- | ------------------ | ------------ | -------------------------------------------------------------------------------------------- | ----------------------------- | ---------------------- | --- |
| Het plein van het dorp Forêt |                    | Forêt        |                                                                                              | 50° 35' 2" NB, 5° 41' 58" OL  | 62122-CLT-0001-01 Info | |
| Sint-Catharinakerk |                    | Forêt        |                                                                                              | 50° 35' 3" NB, 5° 42' 2" OL   | 62122-CLT-0002-01 Info | Sint-Catharinakerk |
| Gebied van bijzondere waarde ('Site des Fonds de Forêt') |                    |              |                                                                                              | 50° 35' 27" NB, 5° 41' 34" OL | 62122-CLT-0003-01 Info | |
| Monument-crypte ter nagedachtenis aan slachtoffers van de weerstand van de tragedie van Forêt-Trooz, dorpsplein en het ensemble van het monument en diens omgeving  |                    | Forêt        |                                                                                              | 50° 35' 1" NB, 5° 41' 54" OL  | 62122-CLT-0004-01 Info | Monument-crypte ter nagedachtenis aan slachtoffers van de weerstand van de tragedie van Forêt-Trooz, dorpsplein en het ensemble van het monument en diens omgeving |
| Het kasteel van La Fenderie |                    |              | rue de la Fenderie, n°5 (M) et ensemble formé par ce castel et les terrains environnants (S) | 50° 34' 16" NB, 5° 41' 27" OL | 62122-CLT-0005-01 Info | Het kasteel van La Fenderie |
| Orgels van de kerk Saint-Gilles |                    |              |                                                                                              | 50° 33' 56" NB, 5° 43' 27" OL | 62122-CLT-0006-01 Info | |
| Natuurgebied van Massouheid |                    |              |                                                                                              | 50° 34' 32" NB, 5° 42' 18" OL | 62122-CLT-0007-02 Info | |
| Natuurgebied van Massouheid |                    |              |                                                                                              | 50° 34' 25" NB, 5° 42' 16" OL | 62122-CLT-0008-01 Info | |
| Gevels, daken en kozijnen van het hoofdgebouw en het aangrenzende bijgebouw oudste overblijfselen te Fonds-de-Forêt                                                 |                    |              |                                                                                              | 50° 35' 32" NB, 5° 41' 46" OL | 62122-CLT-0010-01 Info | |
| De voorgevel begrensd links door de semi-zeshoekige toren van het kasteel en rechts begrensd door een deel van de gevel onder de ingang van de oude fabriek Impéria |                    |              |                                                                                              | 50° 34' 26" NB, 5° 44' 39" OL | 62122-CLT-0011-01 Info | |
| Gebied van bijzondere waarde ('Le site des Fonds de Forêt') |                    |              |                                                                                              | 50° 35' 27" NB, 5° 41' 34" OL | 62122-PEX-0001-01 Info | |